# Tom Hanks

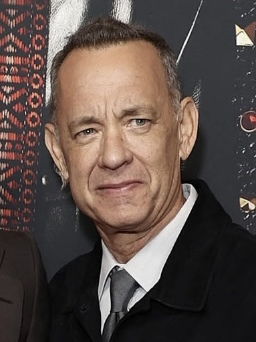
Tom Hanks (2022)

Thomas Jeffrey „Tom“ Hanks (* 9. Juli 1956 in Concord, Kalifornien) ist ein US-amerikanischer Schauspieler, zweifacher Oscar-Preisträger, Autor, Drehbuchautor, Regisseur, Filmproduzent sowie Synchronsprecher. 2020 nahm er zusätzlich die griechische Staatsbürgerschaft an. Er gehört zu den profiliertesten Charakterdarstellern Hollywoods und wurde für seine Hauptrollen in den Filmen Philadelphia (1993) und Forrest Gump (1994) mit dem Oscar als Bester Hauptdarsteller ausgezeichnet. Darüber hinaus hat er vier Golden Globes erhalten und wurde 2002 als bisher jüngster Darsteller mit dem AFI Life Achievement Award für sein Lebenswerk geehrt.

## Leben

### Privates
Nach eigenen Angaben kommt Hanks aus „turbulenten Familienverhältnissen“. Seine Eltern, Amos Hanks († 1992), ein Koch, und Janet Marylyn Frager († 2016), ließen sich früh scheiden, und er wuchs mit seinen Geschwistern Sandra und Lawrence bei seinem Vater und wechselnden Stiefmüttern auf, während der jüngere Bruder Jim Hanks bei der Mutter blieb. Seine leibliche Mutter hatte portugiesische Wurzeln; der Vater englische und irische.
1978 heiratete Hanks die Schauspielerin Samantha Lewes; 1987 wurde die Ehe geschieden. Aus dieser Ehe gingen zwei Kinder hervor, Colin (* 1977) und Elizabeth (* 1982). Lewes starb 2002 an Knochenkrebs.
Im April 1988 heiratete er die Schauspielerin Rita Wilson. Mit ihr hat er zwei Söhne, Chet (* 1990) und Truman (* 1995). 1988 konvertierte Hanks zur griechisch-orthodoxen Kirche. Seit Juli 2020 sind Hanks und seine Ehefrau griechische Staatsbürger; sie besitzen seit Jahren ein Haus auf der Insel Andiparos.
Tom Hanks lebt in Los Angeles.
Hanks ist ein weit entfernter Verwandter des 16. US-Präsidenten Abraham Lincoln (1809–1865). Lincolns Urururgroßeltern (Altgroßeltern) William und Sarah Hanks sind die gemeinsamen Vorfahren.
Im März 2020 war Hanks einer der ersten älteren prominenten Corona-Erkrankten der westlichen Welt. Der damals 63-Jährige überstand die Krankheit, die ihn und seine Frau in Australien bei Dreharbeiten traf, unter großer Anteilnahme der Öffentlichkeit und ohne in Lebensgefahr zu geraten. In einem Interview mit Stephen Colbert im Juli 2020 vermutete er, sich während eines Ausflugs nach Sydney infiziert zu haben, und schilderte seine Symptome sowie den Aufenthalt im Krankenhaus.

### Karriere

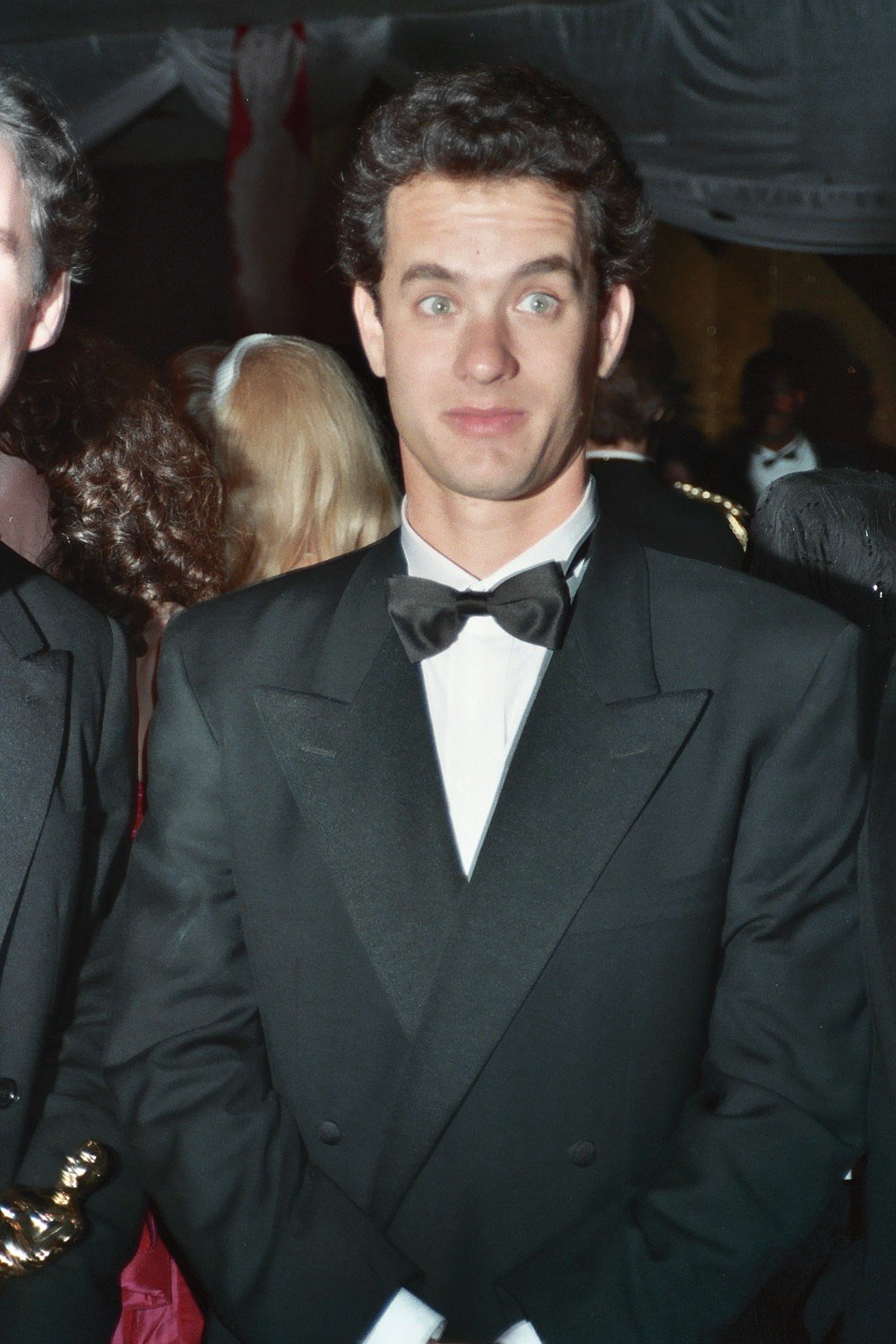
Tom Hanks (1989)

Sein Interesse an der Schauspielerei entdeckte Hanks während seiner Zeit an der High School, als er häufig ins Theater ging und in Schauspielkursen erste eigene Erfahrungen sammelte. Nach dem Abschluss der High School begann er ein Schauspielstudium. Nebenbei arbeitete er drei Jahre lang beim Great Lakes Theater Festival in Cleveland, wo er Theatererfahrungen als Schauspieler sowie Bühnenbildner und Licht- und Tontechniker sammelte. Unter anderem spielte er dort die Rolle des Proteus in Shakespeares Zwei Herren aus Verona, für die er mit dem Cleveland Critics Circle Award als bester Hauptdarsteller ausgezeichnet wurde.
1979 zog er nach New York City, wo er erste Film- und Fernsehrollen erhielt. Unter anderem wirkte er in der Sitcom Bosom Buddies mit und hatte Gastauftritte in den Serien Taxi (mit Tony Danza und Christopher Lloyd) und Happy Days. In dieser Zeit lernte er Ron Howard kennen, mit dem er später bei vielen Projekten zusammenarbeitete. Durch Howard kam er auch an seine erste Hauptrolle in einem Kinofilm – in der Komödie Splash – Eine Jungfrau am Haken, bei der Howard Regie führte.
Nach weiteren erfolgreichen Komödien wie Geschenkt ist noch zu teuer oder Scott & Huutsch erhielt er auch Angebote für ernstere Rollen, wie zum Beispiel in Fegefeuer der Eitelkeiten und Eine Klasse für sich. 1993 erreichte er den endgültigen Durchbruch mit den erfolgreichen Filmen Schlaflos in Seattle und Philadelphia. Für seine Rolle des an Aids erkrankten Andrew Beckett in Philadelphia wurde er mit dem Oscar als bester Hauptdarsteller ausgezeichnet. Bereits im darauffolgenden Jahr erhielt er für die Darstellung des geistig zurückgebliebenen Forrest Gump in dem gleichnamigen Film seinen zweiten Oscar. Die Auszeichnung mit zwei Oscars in Folge in der Kategorie „Bester Hauptdarsteller“ war vor ihm nur Spencer Tracy gelungen. Hanks’ Dankesrede bei der Verleihung des Oscars für Philadelphia, bei der er einem schwulen Lehrer dankte, gab den Anstoß für den Film In & Out.
Es folgten zahlreiche erfolgreiche Kinoproduktionen, bei denen er die Hauptrolle übernahm, darunter in Apollo 13, Der Soldat James Ryan, Cast Away – Verschollen und in The Da Vinci Code – Sakrileg. Um seine Rollen möglichst glaubhaft darstellen zu können, nahm Hanks auch in körperlicher Hinsicht Strapazen auf sich. So musste er für den Film Cast Away in relativ kurzer Zeit wesentlich an Gewicht zu- und wieder abnehmen, um die Rolle eines Schiffbrüchigen glaubhaft darstellen zu können. Die Dreharbeiten wurden hierfür mehrere Monate unterbrochen, nachdem die Szenen vor dem Flugzeugabsturz mit ihm als Manager von FedEx mit noch kräftigem Körperbau abgedreht waren.
1996 wechselte er erstmals hinter die Kamera. Er gründete zusammen mit dem Produzenten Gary Goetzman die Produktionsfirma Playtone, mit der er seitdem Filme produziert. Bei der ersten Playtone-Produktion, dem Film That Thing You Do!, zeichnete er als Drehbuchautor und als Regisseur verantwortlich, übernahm eine Hauptrolle und wirkte an der Filmmusik mit. Zusammen mit seiner Frau Rita Wilson produzierte er die Komödie My Big Fat Greek Wedding. Bei den Fernsehserien From the Earth to the Moon und Band of Brothers – Wir waren wie Brüder trat er als Produzent und Autor auf. Darüber hinaus übernahm er Sprecherrollen in Trickfilmen wie Toy Story, Der Polarexpress und Die Simpsons – Der Film. Einen kurzen und wortlosen Auftritt hatte Hanks 2004 in dem Film Elvis Has Left the Building. Darin wird er als Motorradfahrer von einem Briefkasten tödlich getroffen und bleibt in diesem stecken. 2015 spielte er die Hauptrolle im Musikvideo zu Carly Rae Jepsens Song I Really Like You.

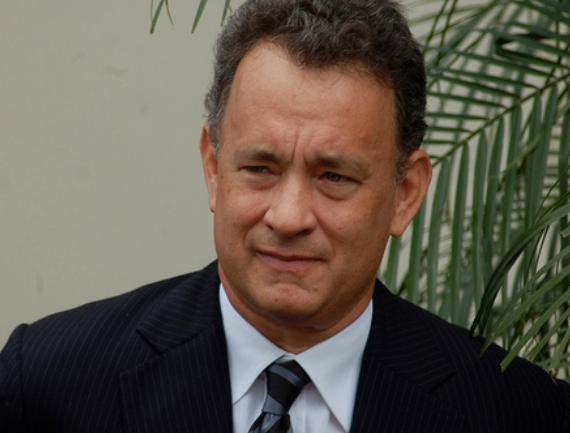
Tom Hanks (2009)

2017 veröffentlichte Hanks die Kurzgeschichtensammlung Schräge Typen (OT: Uncommon Type). Einige der Geschichten handeln von Geräten seiner Schreibmaschinensammlung. Er ist ein passionierter Sammler; seine Kollektion umfasst 250 Exemplare, unter anderem auch eine alte Erika des Modells „E/10“ aus der DDR. Im Januar 2021 moderierte er die landesweit ausgestrahlte Fernsehshow Celebrating America, die am Tag der Amtseinführung von Joe Biden ausgestrahlt wurde.
2019 entwickelte Tom Hanks zusammen mit Gary Goetzman als ausführende Produzenten die zwölfteilige Dokumentarfilm-Serie The Movies über die Geschichte des Hollywood-Kinofilms von den 1920er Jahren bis in die Gegenwart, in Zusammenarbeit mit dem Fernsehsender CNN.

### Sonstiges
- Seit 2005 ist Hanks Vorstandsmitglied (Schatzmeister und Vizepräsident) und seit 2009 als Vertreter der Schauspielerfraktion Vizepräsident der Academy of Motion Picture Arts and Sciences, die jährlich den Oscar verleiht.[14]
- Er begeistert sich für die Erforschung des Weltalls und ist Star-Trek-Fan. Er bekam die Rolle des Zefram Cochrane in Star Trek: Der erste Kontakt angeboten, musste aber aufgrund seiner Verpflichtungen für den Film That Thing You Do! absagen. Außerdem produzierte er mehrere Dokumentationen über das amerikanische Apollo-Programm und ist Mitglied der National Space Society.
- Ein 1996 im Asteroidengürtel entdeckter Asteroid wurde ihm zu Ehren (12818) Tomhanks genannt.[15]
- Hanks ist Anhänger des englischen Fußballclubs Aston Villa. Er besuchte Anfang 2008 den Verein, der bis 2016 einen amerikanischen Besitzer (Randy Lerner) hatte.

## Deutsche Synchronstimme
Hanks wurde ab Mitte der 1980er Jahre fast ausschließlich von Arne Elsholtz synchronisiert, der sich selbst als Stimme für Bachelor Party – Die wüste Fete besetzte, weil er die Dialogregie führte und das Dialogbuch schrieb. Zwischen 1985 und 1988 waren auch Hans-Jürgen Dittberner (Der Verrückte mit dem Geigenkasten), Detlef Bierstedt (Nothing in Common – Sie haben nichts gemeinsam und Liebe ist ein Spiel auf Zeit) und Joachim Tennstedt (Geschenkt ist noch zu teuer, Schlappe Bullen beißen nicht und Big) als Synchronsprecher für Hanks tätig. 1992 wurde Hanks von Ekkehardt Belle (Eine Klasse für sich und Flug ins Abenteuer) synchronisiert.
Wenn Zeichentrick- oder Animationsfilme synchronisiert wurden, in denen Hanks im Original eine Rolle übernahm, wurden grundsätzlich andere Stimmen als Elsholtz besetzt (Ausnahme bei Der Polarexpress), so bekam z. B. die Figur Woody in Toy Story und dessen Nachfolger Peer Augustinski als Synchronstimme, nach dessen Tod 2014 übernahm Michael Herbig die Figur in den folgenden Produktionen.
Ab Forrest Gump konnte sich Elsholtz viele Jahre als alleiniger Synchronsprecher von Hanks durchsetzen. Ab 2015 und nach Elsholtz’ Tod im Jahr 2016 ist Joachim Tennstedt Hanks neue Stimme, der ihn bereits 2007 (Der Krieg des Charlie Wilson) und 2012 (Cloud Atlas) vertretungsweise sprach. Thomas Nero Wolff synchronisierte Hanks zwischen 2016 und 2019 in Inferno, The Circle und Der wunderbare Mr. Rogers.

## Filmografie (Auswahl)
Schauspieler/Synchronsprecher
- 1980: Panische Angst (He Knows You’re Alone)

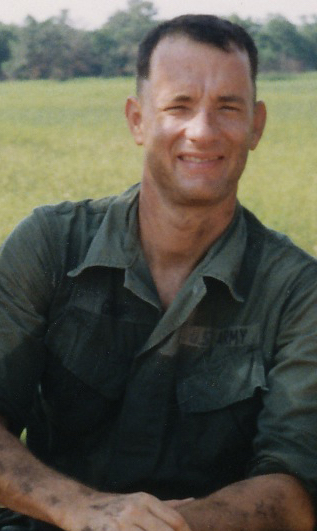
Tom Hanks als Forrest Gump (1994)

- 1980: Love Boat (The Love Boat, Fernsehserie, Folge 4x01)
- 1980–1982: Bosom Buddies (Fernsehserie, 37 Folgen)
- 1982: Familienbande (Family Ties, Fernsehserie, 3 Folgen)
- 1982: Labyrinth der Monster (Rona Jaffe’s Mazes and Monsters)
- 1984: Splash – Eine Jungfrau am Haken (Splash)
- 1984: Bachelor Party
- 1985: Alles hört auf mein Kommando (Volunteers)
- 1985: Der Verrückte mit dem Geigenkasten (The Man with One Red Shoe)
- 1986: Nothing in Common – Sie haben nichts gemeinsam (Nothing In Common)
- 1986: Geschenkt ist noch zu teuer (The Money Pit)
- 1986: Liebe ist ein Spiel auf Zeit (Every Time You Say Goodbye)
- 1987: Schlappe Bullen beißen nicht (Dragnet)
- 1988: Big
- 1988: Punchline – Der Knalleffekt (Punchline)
- 1989: Meine teuflischen Nachbarn (The Burbs)
- 1989: Scott & Huutsch (Turner & Hooch)
- 1990: Fegefeuer der Eitelkeiten (The Bonfire of the Vanities)
- 1990: Joe gegen den Vulkan (Joe Versus the Volcano)
- 1992: Eine Klasse für sich (A League of Their Own)
- 1992: Flug ins Abenteuer (Radio Flyer)
- 1993: Schlaflos in Seattle (Sleepless in Seattle)
- 1993: Philadelphia
- 1994: Forrest Gump
- 1995: Apollo 13
- 1995: Toy Story (Sprechrolle)
- 1996: That Thing You Do!
- 1998: Der Soldat James Ryan (Saving Private Ryan)
- 1998: e-m@il für Dich (You’ve Got Mail)
- 1999: The Green Mile
- 1999: Toy Story 2 (Stimme)
- 2000: Cast Away – Verschollen (Cast Away)
- 2001: Band of Brothers – Wir waren wie Brüder (Band of Brothers, Miniserie, Folge 1x05)
- 2002: Road to Perdition
- 2002: Catch Me If You Can
- 2004: Elvis Has Left the Building
- 2004: Ladykillers (The Ladykillers)
- 2004: Terminal (The Terminal)
- 2004: Der Polarexpress (Polar Express)
- 2006: Cars (Sprechrolle)
- 2006: The Da Vinci Code – Sakrileg (The Da Vinci Code)
- 2007: Die Simpsons – Der Film (The Simpsons Movie, Stimme)
- 2007: Der Krieg des Charlie Wilson (Charlie Wilson’s War)
- 2008: Der große Buck Howard (The Great Buck Howard)
- 2009: Illuminati (Angels & Demons)
- 2010: The Pacific (Miniserie, 6 Folgen, Stimme)
- 2010: Toy Story 3 (Stimme)
- 2011: Larry Crowne
- 2011: Extrem laut & unglaublich nah (Extremely Loud & Incredibly Close)
- 2012: Cloud Atlas
- 2012: Partysaurus Rex (Kurzfilm, Stimme)
- 2013: Captain Phillips
- 2013: Saving Mr. Banks
- 2015: Bridge of Spies – Der Unterhändler (Bridge of Spies)
- 2016: Ein Hologramm für den König (A Hologram for the King)
- 2016: Sully
- 2016: Inferno
- 2016: California Typewriter (Dokumentarfilm)
- 2017: The Circle
- 2017: Die Verlegerin (The Post)
- 2019: A Toy Story: Alles hört auf kein Kommando (Toy Story 4, Stimme)
- 2019: Der wunderbare Mr. Rogers (A Beautiful Day in the Neighborhood)
- 2020: Greyhound – Schlacht im Atlantik (Greyhound)
- 2020: Borat Anschluss Moviefilm (Borat Subsequent Moviefilm)
- 2020: Neues aus der Welt (News of the World)
- 2021: Finch
- 2022: Elvis
- 2022: Pinocchio
- 2022: Ein Mann namens Otto (A Man Called Otto)
- 2023: Asteroid City
- 2024: Here
- 2025: Der phönizische Meisterstreich (The Phoenician Scheme)

Regisseur
- 1992: Geschichten aus der Gruft (Tales from the Crypt, Fernsehserie, 1 Folge)
- 1993: A League of Their Own (Fernsehserie, 1 Folge)
- 1993: Fallen Angels (Fernsehserie, 1 Folge)
- 1996: That Thing You Do!
- 1998: From the Earth to the Moon (Miniserie, 1 Folge)
- 2001: Band of Brothers – Wir waren wie Brüder (Band of Brothers, Miniserie, 1 Folge)
- 2011: Larry Crowne

Drehbuchautor
- 1996: That Thing You Do!
- 1998: From the Earth to the Moon (Miniserie, 4 Folgen)
- 2001: Band of Brothers – Wir waren wie Brüder (Band of Brothers, Miniserie, 1 Folge)
- 2011: Larry Crowne
- 2020: Greyhound – Schlacht im Atlantik (Greyhound)

Filmproduzent
- 2000: Cast Away – Verschollen (Cast Away)
- 2002: My Big Fat Greek Wedding – Hochzeit auf griechisch (My Big Fat Greek Wedding)
- 2004: Connie und Carla (Connie and Carla)
- 2006: Lucas, der Ameisenschreck (The Ant Bully)
- 2006: Starter for Ten
- 2007: Der Krieg des Charlie Wilson (Charlie Wilson’s War)
- 2008: Der große Buck Howard (The Great Buck Howard)
- 2008: City of Ember – Flucht aus der Dunkelheit (City of Ember)
- 2009: Wo die wilden Kerle wohnen (Where the Wild Things Are)
- 2011: Larry Crowne
- 2013: Parkland
- 2016: My Big Fat Greek Wedding 2
- 2019: The Movies – Die Geschichte Hollywoods (The Movies, 6-teilige Doku-Reihe)
- 2022: Ein Mann namens Otto (A Man Called Otto)
- 2024: Here

## Auszeichnungen (Auswahl)
Staatliche Orden

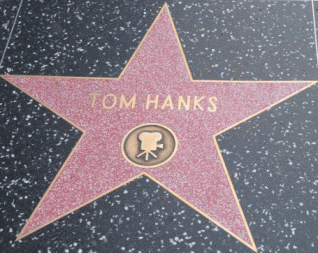
Tom Hanks’ Stern auf dem Hollywood Walk of Fame

- 1999 – Hanks wurde für seine Leistung in Der Soldat James Ryan mit dem „Navy Distinguished Public Service Award“ geehrt, der höchsten Auszeichnung der US Navy für einen Zivilisten.[17]
- 2016 – Ritter der Ehrenlegion[18]
- 2016 – Presidential Medal of Freedom[19]

Oscars
Auszeichnungen
- 1994 – Bester Hauptdarsteller (Philadelphia)
- 1995 – Bester Hauptdarsteller (Forrest Gump)

Nominierungen
- 1989 – Bester Hauptdarsteller (Big)
- 1999 – Bester Hauptdarsteller (Der Soldat James Ryan)
- 2001 – Bester Hauptdarsteller (Cast Away – Verschollen)
- 2020 – Bester Nebendarsteller (Der wunderbare Mr. Rogers)

Golden Globe Awards
Auszeichnungen
- 1989 – Bester Hauptdarsteller in der Kategorie „Comedy“ (Big)
- 1994 – Bester Hauptdarsteller in der Kategorie „Drama“ (Philadelphia)
- 1995 – Bester Hauptdarsteller in der Kategorie „Drama“ (Forrest Gump)
- 2001 – Bester Hauptdarsteller in der Kategorie „Drama“ (Cast Away – Verschollen)
- 2020 – Cecil B. DeMille Award für das Lebenswerk[20]

Nominierungen
- 1994 – Bester Hauptdarsteller in der Kategorie „Comedy“ (Schlaflos in Seattle)
- 1999 – Bester Hauptdarsteller in der Kategorie „Drama“ (Der Soldat James Ryan)
- 2008 – Bester Hauptdarsteller in der Kategorie „Comedy“ (Der Krieg des Charlie Wilson)
- 2014 – Bester Hauptdarsteller in der Kategorie „Drama“ (Captain Phillips)
- 2018 – Bester Hauptdarsteller in der Kategorie „Drama“ (Die Verlegerin)

Goldene Himbeere (Negativpreis)
Auszeichnungen
- 2023 – Schlechtester Nebendarsteller in (Elvis)
- 2023 – Schlechtestes Leinwandpaar in (Elvis)

Nominierungen
- 2023 – Schlechtester Schauspieler in (Pinocchio)

Screen Actors Guild Awards
Auszeichnungen
- 1995 – Bester Hauptdarsteller in Forrest Gump
- 1996 – Bestes Schauspielensemble in Apollo 13

Nominierungen
- 1999 – Bester Hauptdarsteller in Der Soldat James Ryan
- 1999 – Bestes Schauspielensemble in Der Soldat James Ryan
- 2000 – Bestes Schauspielensemble in The Green Mile
- 2001 – Bester Hauptdarsteller in Cast Away – Verschollen
- 2014 – Bester Hauptdarsteller in Captain Phillips

British Academy Film Awards
Nominierungen
- 1994 – Bester Hauptdarsteller: Forrest Gump
- 1999 – Bester Hauptdarsteller: Der Soldat James Ryan
- 2000 – Bester Hauptdarsteller: Cast Away – Verschollen
- 2014 – Bester Hauptdarsteller: Captain Phillips

Weitere Auszeichnungen
- 1994 – Silberner Bär – Bester Darsteller (Philadelphia)
- 1997 – wählte das britische Magazin Empire Hanks auf Platz 17 der „100 größten Filmstars aller Zeiten“.
- 2002 – Er erhielt den „AFI Life Achievement Award“ des American Film Institute. Hanks ist damit der jüngste Künstler, der jemals mit diesem Preis für das Lebenswerk ausgezeichnet wurde.
- 2014 – Kennedy-Preis
- 2018 – Mitglied der American Academy of Arts and Sciences
- 2019 – Ehrenbürger Griechenlands[3]
- 2023 – Ehrendoktorwürde in Kunst der Harvard University[21]

## Veröffentlichungen
- Uncommon Type. Windmill Books (Hrsg.), 2020, ISBN 978-1-78609-133-8
- The Making of Another Major Motion Picture Masterpiece. Hutchinson Heinemann (Hrsg.), 2023, ISBN 978-1-5291-5180-0

## Rezeption
- Meinolf Zurhorst: Tom Hanks. Der weise Tor. Heyne-Filmbibliothek, Band 229. Heyne, München 1995, ISBN 3-453-09058-6.